# Dioungani
Dioungani est une commune rurale du Mali, chef-lieu d'arrondissement dans le cercle de Koro et la région de Bandiagara.

## Villages
La commune s'étend sur 22 localités relevées lors du recensement général de 2009. 
Les villages les plus peuplés sont :
- Douna Pen (3 825 habitants)
- M'Bana Dogon (2 485 habitants)
- Gourty Dogon (2 462 habitants)

La localité chef-lieu est composée de 2 villages :
- Dioungani Dogon (1 899 habitants)
- Dioungani Peulh (575 habitants)